# 匣咲いすか
匣咲 いすか（はこざき いすか、1986年 - 2013年4月）は、日本の漫画家。男性。長崎県南島原市出身。

## 主な作品

### 連載
- キャタピラー（原作：村田真哉『月刊少年ガンガン』、スクウェア・エニックス）

### 読み切り
- ぁふたぁすくぅる（『月刊ガンガンJOKER』公式サイト、スクウェア・エニックス）
  - いすか名義、デビュー作、第2回J1グランプリ参加作品、『キャタピラー』3巻収録